# 徐伟 (1970年)
徐伟（1970年3月—），男，中华人民共和国外交官，曾任国家国际发展合作署国际合作司司长，现任中华人民共和国驻加尔各答总领事。

## 生平
徐伟曾任中国驻多伦多总领事馆副总领事和外交部亚洲司参赞。2021年11月，任国家国际发展合作署国际合作司司长。2024年6月，出任中华人民共和国驻加尔各答总领事。